# Aenigmina aenea
Aenigmina aenea là một loài bướm đêm thuộc họ Sesiidae. Nó được tìm thấy ở Tanzania.